# 109 (nombre)
Pour les articles homonymes, voir 109 (homonymie).
Le nombre 109 (cent-neuf ou cent neuf) est l'entier naturel qui suit 108 et qui précède 110.

## En mathématiques
Cent-neuf est :
- le 29e nombre premier,
- jumeau avec 107,
- cousin avec 113,
- sexy avec 103,
- un nombre premier long,
- un nombre triangulaire centré,
- un nombre premier de Pillai.

## Dans d'autres domaines
Cent-neuf est :
- le numéro atomique du meitnérium, un métal de transition,
- le numéro de la sourate Al-Kafirun dans le Coran,
- le numéro de la galaxie spirale M109 dans le catalogue Messier,
- le numéro du missile BGM-109 Tomahawk,
- Messerschmitt Bf 109, un avion allemand.